# 柘坝乡
柘坝乡，是中华人民共和国四川省广元市剑阁县曾经下辖的一个乡。2020年5月，撤销柘坝乡，将其行政区域划归王河镇管辖。

## 行政区划
柘坝乡撤销前下辖以下地区：
银河村、龙柏村、群力村、弹垭村、南桥村、林茂村、迎丰村、林山村、小仓村、玉龙村和大华村。